# Aurskog-Høland
Aurskog-Høland ist eine Kommune im norwegischen Fylke Akershus. Die Kommune hat 18.314 Einwohner (Stand: 1. Januar 2025). Verwaltungssitz ist die Ortschaft Bjørkelangen. Aurskog-Høland gehört zum äußersten Norden des Osloer Großraums.

## Geografie

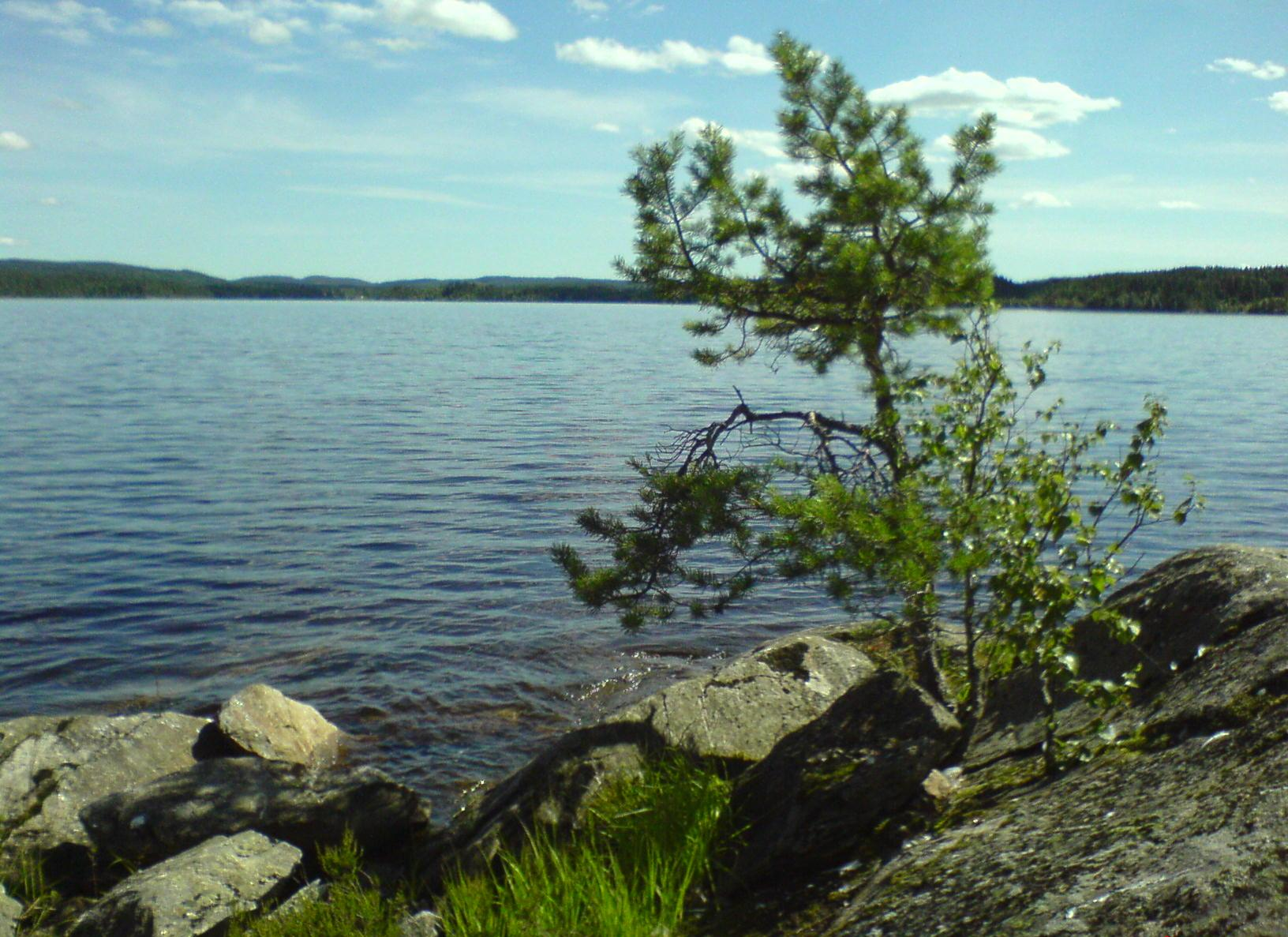
Blick auf den Setten

Aurskog-Høland liegt östlich der Stadt Oslo in Südostnorwegen an der norwegisch-schwedischen Grenze. In Norwegen grenzt die Aurskog-Høland an die Kommune Nes im Norden, an Eidskog im Nordosten, an Marker im Süden, an Indre Østfold im Südwesten sowie an Lillestrøm im Westen. Die Grenze zu Eidskog im Nordosten stellt zugleich die Grenze zwischen den beiden Fylkern Akershus und Innlandet dar.
In der Kommune liegen mehrere Seen. Südlich des Verwaltungszentrums Bjørkelangen liegt der gleichnamige See Bjørkelangen, in dessen Süden der Fluss Hølandselva abfließt. Weiter östlich liegt der See Setten und im Südosten der Kommune der Rømsjøen. Die Gesamtfläche der Kommune beträgt 1.144,8 km², wobei Binnengewässer zusammen 92,22 km² ausmachen.
In Aurskog-Høland befinden sich mehrere Moorgebiete. Das Terrain der Kommune ist hüglig mit Erhebungen von bis zu rund 400 moh. Die Erhebung Sommerfjøstoppen stellt mit einer Höhe von 393,16 moh. den höchsten Punkt der Kommune Aurskog-Høland dar.

## Einwohner
Das am dichtesten besiedelte Gebiet von Aurskog-Høland ist die Gegend entlang des Flusses Hølandselva und das Gebiet Richtung Norden nach Aurskog. Durch dieses Gebiet führte die mittlerweile eingestellte Bahnlinie Aurskog-Hølandsbanen. Das östliche Gemeindeareal an der Grenze zu Schweden ist hingegen nur sehr dünn besiedelt. Die Zahl der Einwohner wuchs nach der Gemeindegründung im Jahr 1966 stetig an.
In der Kommune liegen mehrere sogenannte Tettsteder, also mehrere Ansiedlungen, die für statistische Zwecke als eine städtische Siedlung gewertet werden. Diese sind Aursmoen mit 3636, Bjørkelangen mit 4156, Løken mit 1939, Momoen mit 510 und Hemnes mit 715 Einwohnern (Stand: 1. Januar 2024).
Die Einwohner der Kommune werden Aurskoging und Hølending genannt. Aurskog-Høland hat weder Nynorsk noch Bokmål als offizielle Sprachform, sondern ist in dieser Frage neutral.
| Jahr          | 1986   | 1990   | 1995   | 2000   | 2005   | 2010   | 2015   | 2020   | 2025   |
| ------------- | ------ | ------ | ------ | ------ | ------ | ------ | ------ | ------ | ------ |
| Einwohnerzahl | 13.167 | 13.249 | 12.944 | 13.235 | 13.942 | 14.982 | 16.398 | 17.390 | 18.314 |

## Geschichte

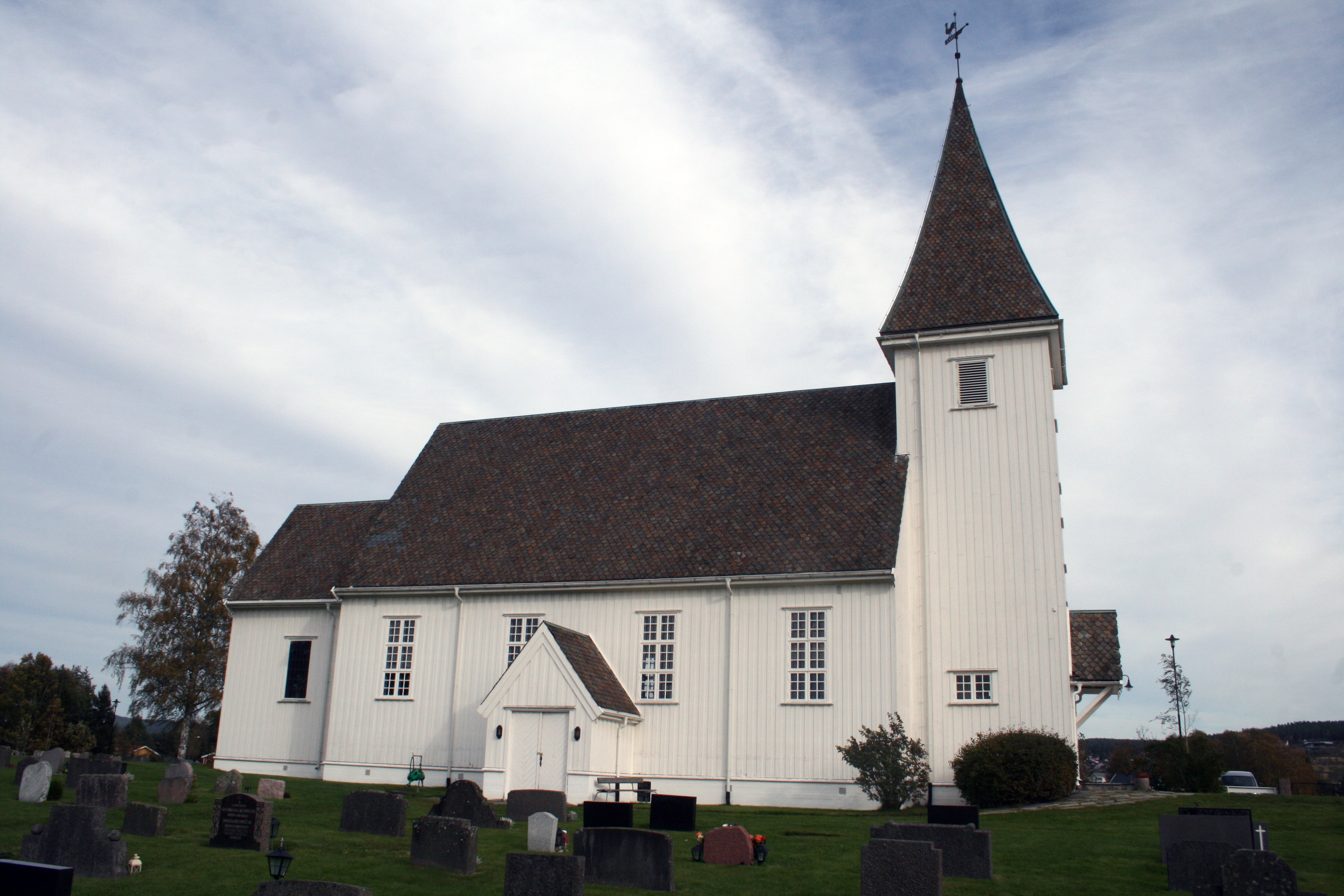
Die Bjørkelangen kirke

Die Kommune Aurskog-Høland entstand zum 1. Januar 1966 bei der Zusammenlegung der vier Kommunen Søndre Høland, Nordre Høland, Setskog und Aurskog. Søndre Høland hatte bei der Zusammenlegung 2173 Einwohner, Nordre Høland 4261, Setskog 811 und Aurskog 3129. Die beiden Gemeinden Søndre und Nordre Høland waren zum 1. Juli 1924 entstanden, als die Vorgängerkommune Høland aufgespalten worden war. Bei ihrer Gründung hatte Søndre Høland 2106 und Nordre Høland 3188 Einwohner. Setskog war 19 Jahre zuvor entstanden, als die Kommune mit damals 754 Einwohnern zum Beginn des Jahres 1905 aus Høland hervorging. Høland verblieb zu diesem Zeitpunkt mit 4928 Einwohnern. Von Aurskog wurde zum 1. Juli 1919 die Kommune Blaker mit 2533 Einwohnern abgespalten. Aurskog hatte nach der Trennung noch 3102 Einwohner. Blaker ging später in der Kommune Sørum über und ist nun Teil der Nachbarkommune Lillestrøm.
Zum 1. Januar 2020 wurde die Kommune Rømskog im Rahmen einer landesweiten Kommunalreform nach Aurskog-Høland eingemeindet. Rømskog lag bis Ende 2019 im Fylke Østfold und hatte bereits 2016 eine Vereinbarung mit Aurskog-Høland zur Zusammenlegung getroffen. Zum 1. Januar 2024 wird Aurskog-Høland im Rahmen der Aufspaltung von Akershus erneut Teil des Fylkes Akershus. Nach einer landesweiten Regionalreform gehörte Aurskog-Høland von 2020 bis 2023 zum Fylke Viken.
In der Kommune liegen mehrere Kirchen. Die Bjørkelangen kirke ist eine Holzkirche aus dem Jahr 1925, die Aurskog kirke eine Holzkirche aus dem Jahr 1882 und die Rømskog kirke eine Holzkirche aus dem Jahr 1799. Weitere Kirchen sind unter anderem die Løken kirke und die Setskog kirke.

## Wirtschaft und Infrastruktur

### Verkehr
Durch die Kommune verlaufen mehrere Fylkesveier. Der Fylkesvei 170 führt von Bjørkelangen in den Nordwesten Richtung Aurskog und Lillestrøm und in Richtung Südosten nach Setskog. Die Straße wurde als Kompensation für die niedergelegte Bahnlinie Aurskog-Hølandsbanen gebaut. Von Bjørkelangen in den Südwesten führt der Fylkesvei 115. Durch den Osten der Kommune verläuft der Fylkesvei 21.

### Wirtschaft
Die Land- und Forstwirtschaft sind für Aurskog-Høland wirtschaftlich von größerer Bedeutung. Für die Landwirtschaft ist der Anbau von Getreide typisch. Forstwirtschaftliches Zentrum der Kommune ist Setskog. Nördlich von Bjørkelangen wird Torf abgebaut. Die Industrie ist vor allem im Norden und im geografischen Zentrum der Kommune angesiedelt. Von Bedeutung ist dabei unter anderem die Holzverarbeitung sowie die chemische Industrie. Der ehemalige Automobilhersteller Think Global hatte längere Zeit eine Produktionsstätte in der Kommune. Im Tal Himdalen an der Grenze zu Lillestrøm befindet sich eine Deponie für radioaktiven Abfall. Im Jahr 2021 arbeiteten von rund 8800 Arbeitstätigen nur etwa 4300 in Aurskog-Høland selbst, jeweils über 1400 Personen pendelten in die Kommunen Oslo und Lillestrøm. Rund 450 Personen waren zudem in Lørenskog tätig.

## Name und Wappen

Altes Wappen der Kommune

Das alte Wappen der Kommune zeigte einen schwarzen Krebs auf goldenem Hintergrund. Es wurde im Jahr 1983 zum offiziellen Wappen von Aurskog-Høland. Im selben Jahr bekam Rømskog ein Wappen, das auf blauem Hintergrund eine silberne Holzzange (norwegisch tømmersaks) zeigt. Das Wappen sollte die Forstwirtschaft symbolisieren. Bei der Zusammenlegung von Rømskog und Aurskog-Høland übernahm Aurskog-Høland das Wappen von Rømskog.
Der Gemeindename setzt sich aus den beiden Bestandteilen „Aurskog“ und „Høland“ zusammen. „Aurskog“ leitet sich vom altnordischen Namen Aur(s)skógr ab. Der Namensbestandteil „-skog“ bedeutet „Wald“. Der Bestandteil „aur“ leitet sich hingegen vom Hofnamen Aurr und dem altnordischen Wort aurr (deutsch Kies) ab. Der Name Høland wurde 1348 im Zusammenhang als „a Høylandum, Høylondum“ erwähnt und leitet sich vom altnordischen Namen Høylandir ab. Dieser setzt sich wiederum aus den beiden Bestandteilen „høy“ (deutsch Heu) und „-land“ zusammen.

## Persönlichkeiten
- Betzy Akersloot-Berg (1850–1922), norwegisch-niederländische Landschafts- und Marinemalerin
- Johan Vaaler (1866–1910), Erfinder der Büroklammer
- Øyvind Berg (* 1971), Skispringer
- Trude Gimle (* 1974), Skirennläuferin
- Charlotte Frogner (* 1981), Schauspielerin
- Jacob Boutera (* 1996), Leichtathlet